# Triodopsis fradulenta
Triodopsis fradulenta är en snäckart som först beskrevs av Henry Augustus Pilsbry 1894.  Triodopsis fradulenta ingår i släktet Triodopsis och familjen Polygyridae. Inga underarter finns listade i Catalogue of Life.